# 9758 Dainty
9758 Dainty (1991 GZ9) là một tiểu hành tinh vành đai chính được phát hiện ngày 13 tháng 4 năm 1991 bởi Steel, D. I. ở Siding Spring.